# Möngönmorit
Möngönmorit (tiếng Mông Cổ: Мөнгөнморьт) là một sum của tỉnh Töv ở Mông Cổ. Vào năm 2007, dân số của sum là 1.902 người.

## Địa lý
Trung tâm sum, Möngönmorit, nằm cách tỉnh lỵ Zuunmod 127 km và thủ đô Ulaanbaatar 120 km.

### Khí hậu
Möngönmorit có khí hậu cận Bắc Cực. Nhiệt độ trung bình hàng năm trong khu vực là 0 °C. Tháng ấm nhất là tháng 6, khi nhiệt độ trung bình là 20 °C và lạnh nhất là tháng 1, với −24 °C. Lượng mưa trung bình hàng năm là 411 mm. Tháng ẩm ướt nhất là tháng 7, với lượng mưa trung bình là 101 mm, và khô nhất là tháng 1, với 3 mm.